# Ofenziva
Ofenziva je vojaška operacija, ki skuša z agresivno projekcijo oboroženih sil
zavzeti ozemlje, pridobiti doseganje cilja ali nekaj večjih strateških operativnih
ali taktičnih ciljev. Drug izraz za ofenzivo je invazija, ali bolj splošno napad.